# بزرگ‌مرد کوچک
بزرگ مرد کوچک فیلمی به کارگردانی صادق صادق‌دقیقی و نویسندگی عبدالجبار دلدار، پروانه مرزبان ساختهٔ سال ۱۳۹۰ است.

## بازیگران
| بازیگر            | نقش              |
| شبنم قلی خانی     | نرگس حکیمی       |
| پویا امینی        | شهید بهروز مرادی |
| سوگل طهماسبی      | پرستار           |
| پرهام دلدار       | سید صالح موسوی   |
| پرهام امینی       | عبد              |
| محمدجواد سلام پور | شهید بهنام محمدی |